# Ochrodion testaceum
Ochrodion testaceum là một loài bọ cánh cứng trong họ Cerambycidae.